# San Francisco 49ers 2020
La stagione 2020 dei San Francisco 49ers è stata la 71ª della franchigia nella National Football League, la quarta con Kyle Shanahan come capo-allenatore. La squadra veniva dalla qualificazione al Super Bowl dell'anno precedente ma scese a un record di 6-10 all'ultimo posto della division. La stagione fu caratterizzata dagli infortuni sia in attacco che in difesa, inclusi quelli di giocatori chiave come il quarterback titolare Jimmy Garoppolo e del rookie difensivo dell'anno del 2019 Nick Bosa.

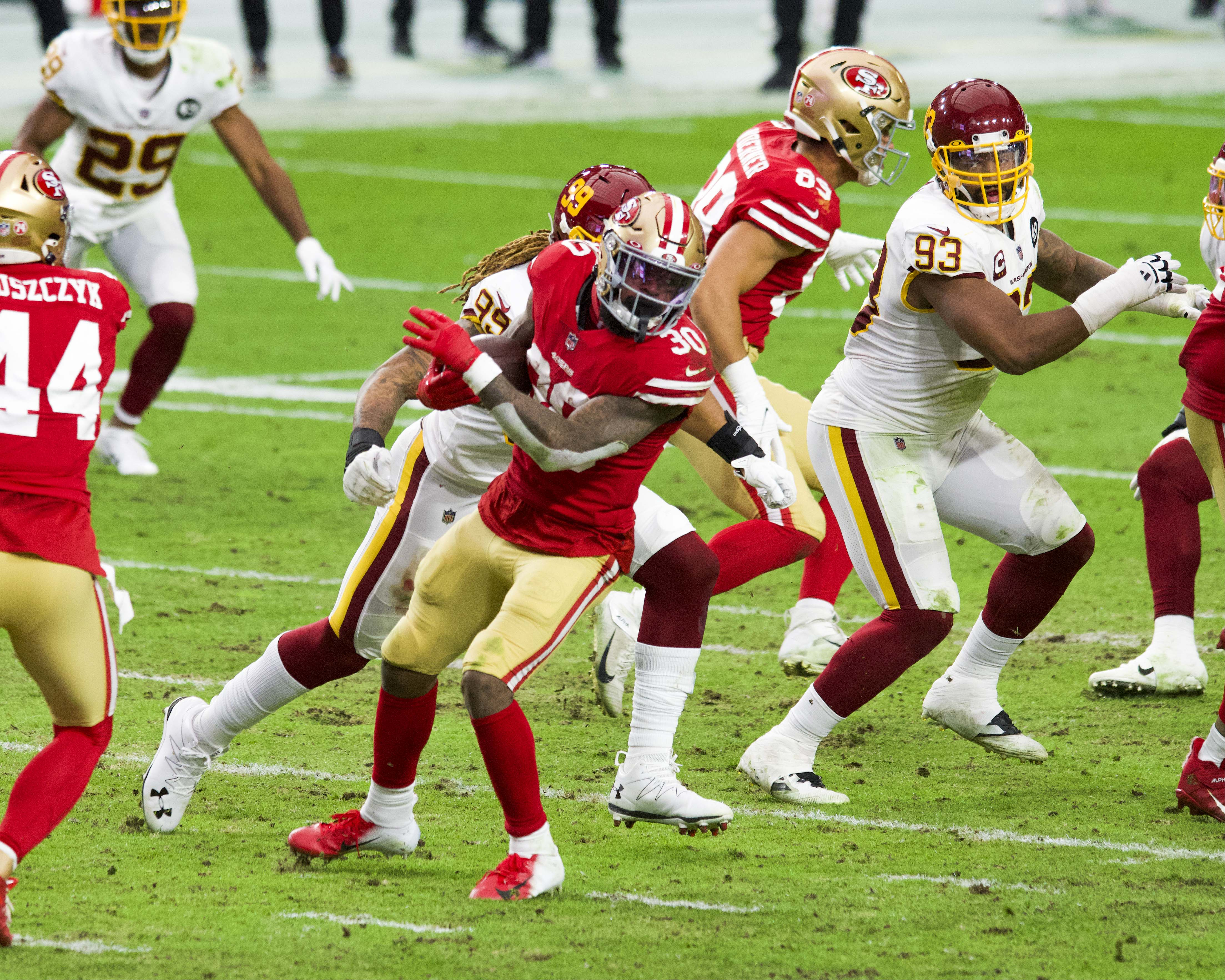
La partita della settimana 14 contro Washington

## Scelte nel Draft 2020
| Scelte dei 49ers nel Draft 2020 |        |                 |       |                |
| Giro                            | Scelta | Giocatore       | Ruolo | College        |
| 1                               | 14     | Javon Kinlaw    | DT    | South Carolina |
| 1                               | 25     | Brandon Aiyuk   | WR    | Arizona State  |
| 5                               | 153    | Colton McKivitz | OT    | West Virginia  |
| 6                               | 190    | Charlie Woerner | TE    | Georgia        |
| 7                               | 217    | Jauan Jennings  | WR    | Tennessee      |

## Staff
| Staff dei San Francisco 49ers nel 2020 |
| --- |
| Organi dirigenziali - Co-chairman – Denise DeBartolo York - Co-chairman – John York - Amministratore delegato – Jed York - Co-proprietario – John M. Sobrato - Co-proprietario – Mark Wan - Co-proprietario – Gideon Yu - General manager – John Lynch - Presidente di 49ers Enterprises – Paraag Marathe - Presidente – Al Guido - Consulente generale – Hannah Gordon - Chief investment officer – Brano Perkovich - Chief financial officer – Scott Sabatino - Vice presidente del personale dei giocatori – Adam Peters - Vice presidente del personale dei giocatori – Martin Mayhew - Vice presidente e consulente senior al general manager – Keena Turner - Direttore del personale professionistico – Ran Carthon - Direttore degli osservatori del college – Ethan Waugh - Direttore dell'amministrazione del football e analisi – Brian Hampton Capo allenatore - Capo-allenatore/Coordinatore offensivo – Kyle Shanahan - Assistente capo-allenatore/tight End – Jon Embree Altri allenatori - Preparatore atletico – Dustin Perry - Assistente p.a. – Aaron Hill - Assistente p.a. – Shea Thompson - Assistente p.a. – Mike Nicolini Allenatori dell'attacco - Coordinatore gioco sulle corse – Mike McDaniel - Coordinatore gioco sui passaggi – Mike LaFleur - Quarterback – Shane Day - Running back – Robert Turner Jr. - Wide receiver – Wes Welker - Offensive line – John Benton - Assistente offensive line – Chris Foerster - Assistente offensive line – Zach Yenser - Assistente – Bobby Slowik - Assistente – Katie Sowers - Controllo qualità – Miles Austin Allenatori della difesa - Coordinatore difensivo – Robert Saleh - Defensive line – Kris Kocurek - Assistente Defensive Line – Aaron Whitecotton - Specialista gioco sulle corse/outside linebacker – Johnny Holland - Inside linebacker – DeMeco Ryans - Secondary – Tony Oden - Safety – Daniel Bullocks - Specialista gioco sui passaggi – Mike Rutenberg - Controllo qualità – Brian Fleury Allenatori dello special team - Coordinatore special team – Richard Hightower - Assistente – Michael Clay - Assistente – Stan Kwan |

## Roster
| Roster dei San Francisco 49ers nel 2020 |
| --- |
| Quarterback - 3 C.J. Beathard - 10 Jimmy Garoppolo - 4 Nick Mullens Running Back - 26 Tevin Coleman - 44 Kyle Juszczyk FB - 28 Jerick McKinnon - 31 Raheem Mostert - 30 Jeff Wilson - 48 Austin Walter Wide Receiver - 11 Brandon Aiyuk - 84 Kendrick Bourne - 13 Richie James - 18 Dante Pettis - 19 Deebo Samuel - 15 Trent Taylor Tight End - 82 Ross Dwelley - 85 George Kittle - 81 Jordan Reed - 89 Charlie Woerner Offensive Linemen - 60 Daniel Brunskill T - 66 Tom Compton G - 63 Ben Garland C - 69 Mike McGlinchey T - 68 Colton McKivitz T - 67 Justin Skule T - 75 Laken Tomlinson G - 71 Trent Williams T Defensive Linemen - 91 Arik Armstead DE - 97 Nick Bosa DE - 55 Dee Ford DE - 90 Kevin Givens DT - 92 Kerry Hyder DE - 93 D.J. Jones DT - 99 Javon Kinlaw DT - 95 Kentavius Street DE - 94 Solomon Thomas DT Linebacker - 51 Azeez Al-Shaair MLB - 45 Demetrius Flannigan-Fowles OLB - 57 Dre Greenlaw OLB - 53 Mark Nzeocha OLB - 54 Fred Warner MLB Defensive Back - 36 Marcell Harris S - 33 Tarvarius Moore FS - 41 Emmanuel Moseley CB - 25 Richard Sherman CB - 29 Jaquiski Tartt SS - 22 Jason Verrett CB - 20 Jimmie Ward FS - 24 K'Waun Williams CB - 23 Ahkello Witherspoon CB Special Team - 9 Robbie Gould K - 86 Kyle Nelson LS - 6 Mitch Wishnowsky P Lista delle riserve - 5 Tavon Austin WR (IR) - 17 Travis Benjamin WR (Opt-out) - 98 Ronald Blair DE (PUP) - 64 Jake Brendel C (Opt-out) - 78 Shon Coleman T (Opt-out) - 14 Jalen Hurd WR (IR) - 76 Ross Reynolds G (IR) - 58 Weston Richburg C (PUP) - 77 Jullian Taylor DT (PUP) - 2 Chris Thompson WR (IR) Squadra di allenamento - 14 River Cracraft WR - 32 Johnathan Cyprien S - 65 Darrion Daniels DT - 50 Hroniss Grasu C - 83 Chase Harrell TE - 35 Tim Harris CB - 38 JaMycal Hasty RB - 40 Josh Hokit FB - 17 Jauan Jennings WR - 27 Dontae Johnson CB - 96 Dion Jordan DE - 43 Jared Mayden SS - 61 Dakoda Shepley G - 62 William Sweet T - 59 Joe Walker MLB - 88 Kevin White WR 53 attivi, 10 inattivi, 16 nella squadra di allenamento |
| Legenda - I rookie sono in corsivo. - Il primo ruolo è il principale mentre gli eventuali successivi indicano i ruoli secondari. - (IR) sta per Injured Reserve ed indica la lista ristretta per un solo giocatore infortunato che può tornare ad allenarsi dopo la settimana 6 e a rientrare in prima squadra dopo che questa ha giocato 8 partite. - (NF-Inj.) / (NF-Ill.) stanno rispettivamente per Non-Football Injured e Non-Football Illness ed indicano le liste dove viene inserito un giocatore che ha un infortunio o una malattia non dipendente dal football americano. - (PUP) sta per Physically Unable to Perform ed indica la lista dove viene inserito un giocatore mentre è in attesa di recuperare la condizione fisica. Nella stagione regolare dopo la sesta partita giocata dalla propria squadra, il giocatore ha tempo tre settimane per riprendere ad allenarsi, più tre settimane aggiuntive dal suo rientro agli allenamenti per rientrare in prima squadra. |

## Calendario

### Pre-stagione
Il calendario della fase pre-stagionale è stato annunciato il 7 maggio 2020. Tuttavia, il 27 luglio 2020, il commissioner della NFL Roger Goodell ha annunciato la cancellazione totale della pre-stagione, a causa della pandemia di Covid-19.

### Stagione regolare
| Stagione regolare |                    |                          |                    |                    |                         |                    |
| Turno             | Data               | Avversario               | Risultato          | Record             | Stadio                  | Sintesi            |
| 1                 | 13 settembre       | Arizona Cardinals        | S 20–24            | 0–1                | Levi's Stadium          | Recap              |
| 2                 | 20 settembre       | at New York Jets         | V 31–13            | 1–1                | MetLife Stadium         | Recap              |
| 3                 | 27 settembre       | at New York Giants       | V 36–9             | 2–1                | MetLife Stadium         | Recap              |
| 4                 | 4 ottobre          | Philadelphia Eagles      | S 20–25            | 2–2                | Levi's Stadium          | Recap              |
| 5                 | 11 ottobre         | Miami Dolphins           | S 17–43            | 2–3                | Levi's Stadium          | Recap              |
| 6                 | 18 ottobre         | Los Angeles Rams         | V 24–16            | 3–3                | Levi's Stadium          | Recap              |
| 7                 | 25 ottobre         | at New England Patriots  | V 33–6             | 4–3                | Gillette Stadium        | Recap              |
| 8                 | 1 novembre         | at Seattle Seahawks      | S 27–37            | 4–4                | CenturyLink Field       | Recap              |
| 9                 | 5 novembre         | Green Bay Packers        | S 17–34            | 4–5                | Levi's Stadium          | Recap              |
| 10                | 15 novembre        | at New Orleans Saints    | S 13–27            | 4–6                | Mercedes-Benz Superdome | Recap              |
| 11                | Settimana di pausa | Settimana di pausa       | Settimana di pausa | Settimana di pausa | Settimana di pausa      | Settimana di pausa |
| 12                | 29 novembre        | at Los Angeles Rams      | V 23–20            | 5–6                | SoFi Stadium            | Recap              |
| 13                | 7 dicembre         | Buffalo Bills            | S 24–34            | 5–7                | State Farm Stadium      | Recap              |
| 14                | 13 dicembre        | Washington Football Team | S 15–23            | 5–8                | State Farm Stadium      | Recap              |
| 15                | 20 dicembre        | at Dallas Cowboys        | S 33–41            | 5–9                | AT&T Stadium            | Recap              |
| 16                | 26 dicembre        | at Arizona Cardinals     | V 20–12            | 6–9                | State Farm Stadium      | Recap              |
| 17                | 3 gennaio          | Seattle Seahawks         | S 23–26            | 6–10               | State Farm Stadium      | Recap              |

Note: gli avversari della propria division sono in grassetto.

## Premi

### Premi settimanali e mensili
- Brandon Aiyuk:

rookie della settimana 3
- Jeff Wilson:

running back della settimana 7
- Robbie Gould:

giocatore degli special team della NFC della settimana 12
- Fred Warner:

difensore della NFC della settimana 16